# Erik van den Doel
Erik van den Doel (Leiden, 15 mei 1979) is een Nederlandse schaker. Hij is lid van verdienste van de KNSB. Hij werd internationaal meester (IM) in 1995 en in 1998 werd hem door de FIDE de grootmeestertitel (GM) toegekend.

## Nederlandse Kampioenschappen
Van den Doel was jeugdschaker bij Jeugdschaakclub Op Eigen Wieken. Hij debuteerde in 1997 op het Nederlands kampioenschap.  Van 1999 tot en met 2005 deed hij telkens mee. Zijn beste resultaat haalde hij in 2001 toen hij de eerste plaats deelde met Loek van Wely. Van den Doel verloor de play-off met 0-3. 
Het Open Nederlands Kampioenschap schaken won hij tweemaal: in 1998 en in 2007. 

## Olympiade en Europees kampioenschap
Van den Doel speelde in 1998, 2002, 2004 en 2006 in het Nederlandse Schaakolympiade-team. In zowel 2001 als 2005 maakte hij op het Europees schaakkampioenschap voor landenteams deel uit van het team dat Europees kampioen werd.

## Activisme
Bij de gemeenteraadsverkiezingen van 2022 was Van den Doel lijstduwer voor de Partij voor de Dieren in Leiden.

## Palmares
1991
- D-kampioen (t/m 12 jaar) op het Open Nederlands Jeugdschaak Kampioenschap

1992
- Nationaal jeugdkampioen C-groep (t/m 14 jaar)

1993
- Nationaal jeugdkampioen C-groep (t/m 14 jaar)

1994
- AKN Weekendtoernooi

1995
- Open kampioenschap van Gouda[2]

1996
- Ooievaar Weekendtoernooi

1997
- Open Kampioenschap van Utrecht[3]

1998
- Open Nederlands kampioenschap
- AKN Weekendtoernooi

1999
- Zwols Weekendtoernooi

2001
- Nederlands kampioenschap schaken

2002
- Open kampioenschap van Gouda[2]

2003
- Stukkenjagers Weekendtoernooi

2005
- Zwols Weekendtoernooi
- Haags Weekendtoernooi
- HSC-Weekendtoernooi

2006
- Daniël Noteboom-toernooi

2007
- BSG Pinkstertoernooi
- Leiden Chess Tournament
- Open Nederlands kampioenschap
- Stukkenjagers Weekendtoernooi

2008
- Prinsenstad-toernooi
- Zwols Weekendtoernooi
- BSG Pinkstertoernooi
- Leiden Chess Tournament
- ROC Nova College Schaaktoernooi

2009
- ROC Nova College Schaaktoernooi

2011
- Prinsenstad-toernooi
- ROC Nova College Schaaktoernooi

2012
- Daniël Noteboom-toernooi

2014
- Prinsenstad-toernooi

2017
- Amsterdam Science Park Chess Tournament

In 2015 werd hij 5e op het Johan-van-Miltoernooi.
Thomas Beerdsen · Benjamin Bok · Daan Brandenburg · Twan Burg · Martijn Dambacher · Erik van den Doel · Jan Hein Donner† · Sipke Ernst · Max Euwe† · Jorden van Foreest · Lucas van Foreest · Anish Giri · Hugo ten Hertog · Ruud Janssen · Harmen Jonkman · Robin van Kampen · Robby Kevlishvili · David Klein · Erwin l'Ami · Koen Leenhouts · Friso Nijboer · Peng Zhaoqin · Jeroen Piket · Lodewijk Prins† · Roeland Pruijssers · Hans Ree · Dimitri Reinderman · Casper Schoppen · Jan Smeets · Ivan Sokolov · Maarten Solleveld · Gennadi Sosonko · Wouter Spoelman · Daniël Stellwagen · Paul van der Sterren · Robin Swinkels · Jan Timman · Sergei Tiviakov · Yge Visser · Dennis de Vreugt · Liam Vrolijk · Max Warmerdam · Karel van der Weide · Loek van Wely · Jan Werle · John van der Wiel